# 607 г. пр.н.е.

## Събития

### В Азия

#### Във Вавилония
- Набополасар (626 – 605 г. пр.н.е.) е цар на Вавилония.[1]
- През тази и предната година вавилонски войски провеждат походи в хълмистите земи на североизток от покорената Асирия като наказателна акция срещу местните племена извършващи набези във вавилонска територия.[2]
- На историческата сцена се появява престолонаследникът и бъдещ цар Навуходоносор, който събира войска за тазгодишната военна кампания.[2]
- Набополасар води войска до река Ефрат в Сирия като превзема и поставя гарнизон в град Кимуху, който се намира в близост до Каркемиш и териториите под египетско влияние.[2]

#### В Мидия
- Киаксар (625 – 585 г. пр.н.е.) е цар на Мидия.[3]

### В Африка

#### В Египет
- Фараон на Египет е Нехо II (610 – 595 г. пр.н.е.).[4]